# Johachidolita
La johachidolita és un mineral de la classe dels borats. Rep el seu nom de la localitat tipus d'aquesta espècie, la regió de Sangpal-tong, a Corea del Nord, zona coneguda amb el nom de "Johachido" en l'època que va ser colònia japonesa.

## Característiques
La johachidolita és un borat de fórmula química CaAlB₃O₇. Cristal·litza en el sistema ortoròmbic. Es troba en forma de cristalls equants subèdrics, de fins a 1 mil·límetre, trobant-se típicament en forma granular. La seva duresa a l'escala de Mohs és 7,5. Segons la classificació de Nickel-Strunz, la colemanita pertany a «06.CC: Filotriborats", sent l'única espècie membre d'aquesta divisió.

## Formació i jaciments
Es troba en dics de nefelina que tallen pedra calcària. Sol trobar-se associada a altres minerals com: escapolita, diòpsid, albita, nefelina, apatita i flogopita. Va ser descoberta a Sangpal-tong (Johachido), Changbaeng-myon, Kilchu-gun, Hamgyŏng del Nord, Corea del Nord. També ha estat descrita a la mina Pyant Gyi, al districte de Pyin-Oo-Lwin (Myanmar).